# Squonk
Squonk es una canción grabada por la banda británica de rock Genesis para su álbum A trick of the tail de 1976. Es la tercera canción del álbum. De acuerdo con los miembros de la banda, en esta canción el baterista Phil Collins ganó su rol de vocalista, luego de que ellos escucharan una audición que hizo con la canción.
"Squonk" está caracterizada por tener diferentes secciones y fue una de las favoritas para los conciertos entre los años 1976 y 1980. Una versión grabada en vivo en París en junio de 1977 fue publicada en el álbum Seconds Out.
La letra cuenta la historia del squonk, un ser mitológico de los bosques de Norteamérica:

El rango del squonk es muy limitado. Pocas personas fuera de Pensilvania han oído hablar de la peculiar bestia, que se dice que es muy común en los bosques de cicuta de este estado. El squonk es muy tímido de carácter y generalmente viaja cerca del crepúsculo o del amanecer. Dada su piel inadaptada, que está cubierta con verrugas y lunares, siempre está triste; de hecho se dice, por gente que están más capacitados para juzgar, que es la más morbosa de las bestias. Los cazadores que son buenos en seguir pistas son capaces de seguir a un squonk por sus lágrimas derramadas, porque el animal llora constantemente. Cuando está acorralado y la salida parece imposible, o cuando es sorprendido y asustado, puede incluso disolverse en lágrimas. Los cazadores del squonk tienen más éxito en noches de luna muy frías, cuando las lágrimas caen lentamente y al animal no le gusta salir; puede ser escuchado llorar debajo de las ramas de los oscuros árboles de cicuta. El señor J. P. Wentling, antes vivía en Pensilvania y que se mudó a Minesota, tiene una experiencia frustrada con un squonk cerca de Monte Alto. Planeó una inteligente captura engañando a un squonk e induciéndolo a saltar dentro de un bolso, el cual llevaba a su casa, cuando de repente la carga se aligeró y las lágrimas cesaron. Wentling abrió el bolso y miró adentro. No había nada, excepto un charco de lágrimas.
Criaturas temibles de los bosques, del desierto y las montañas, de William T. Cox